# 九尾龜 (小說)
《九尾龜》，又稱《四大金剛外傳》，《嫖界醒世小說》，清代狹邪小說，原题“六山房撰”，作者張春帆。光緒三十二年（1906年），《九尾龜》首次刊行於《上海畫報》，前後連載四年，家喻戶曉。宣統三年（1911）八月，全書十二集一起再版，全書共有192回。日後張春帆又寫了續集。

## 小說梗概
九尾龜原是指傳說中的神龜，本書中九尾龟是官僚康己生的渾號。《九尾龜》是一部專寫青樓的小說，小說中人物對白大部分以上海话（吴语）寫成，中間夾雜了性描寫的四六文。是清末民初極為流行的小說，“所寫的妓女都是壞人，狎客也像了無賴”。故事的主角有二位，一位江南名士章瑩（章秋谷），已娶正室，卻經常留連花街柳巷。他結識上海四大金剛，即陸蘭芬、林黛玉、張書玉、金小寶等名妓，並暢談所謂嫖界的資格：“第一要身段風流，第二要少年都麗，第三要郭家的金穴，第四要嫪毐的大陰。”另一位是有“九尾龜”渾號的康己生，官至中丞，因為家中有五個姨太太、兩個姑太太、兩個少奶奶，恰恰是九人。每個姨太太都肆無忌憚和外面的戲子或馬伕勾搭。康中丞的兒子又和其姨太太私下有苟合情事。這些醜事被傳出去，一傳十，十傳百，鬧得沸沸揚揚。康己生在文本中至七十九回才露臉，後面斷續出現，至一百二十回止，前後共十五回，並不是很重要的人物。

## 評價
胡適直指此書“所以能風行一時，正因為他們都只剛剛夠得上‘嫖界指南’的資格，而都沒有文學的價值，都沒有深沉的見解，與深刻的描寫，這些書都只是供一般讀者消遣的書，讀時無所用心，讀過毫無餘味。”相較於魯迅及胡適對於《九尾龜》的貶抑態度，鴛鴦蝴蝶派的小說研究者則肯定了其書的價值，何海鳴曾說：“描摹海上花事之小說，以《九尾龜》為最上乘。”部份學者指出張春帆的《九尾龜》似在諄諄傳授應對妓女的指南，仍未免流於「寓教於惡」的吊詭。即便該小說的文學性被鄭緒雷稱為「好聳人聽聞，形象刻板」，但不可否認，其中展現的清末名妓形象具有其特殊的歷史價值，間接預演了「新女性」的先鋒姿態，借由服飾語言對新事物的傳入、借鑑和發揚，起到無形的橋梁作用，稱得上是女性意識初萌在服飾上的時尚先行。

## 苏白
中国时报专栏作家阿盛表示，《海上花列传》、《九尾龟》等，中苏白传达地域神味及各种口脗情态。